# Борщёвка (Краснобережский сельсовет)
Борщёвка (бел. Баршчоўка) — деревня в Краснобережском сельсовете Жлобинского района Гомельской области Белоруссии.

## География

### Расположение
В 18 км на запад от Жлобина, в 7 км от железнодорожной станции Красный Берег (на линии Бобруйск — Жлобин), в 111 км от Гомеля.

## Гидрография
На юге и востоке мелиоративные каналы.

## Транспортная сеть
Транспортные связи по просёлочной, а затем автомобильной дороге Бобруйск — Гомель. Планировка состоит из прямолинейной меридиональной улицы, застроенной двусторонне деревянными домами усадебного типа.

## История
Согласно письменным источникам известна с XIX века как деревня в Степской волости Бобруйского уезда Минской губернии. С 1921 года действовала школа. В 1930 году организован колхоз. 17 жителей погибли во время Великой Отечественной войны. Юго-Западнее 0,5 км от деревни Братская Могила № 2172. Согласно переписи 1959 года в составе колхоза имени М. И. Калинина (центр — деревня Радуша).

## Население

### Численность
- 2004 год — 55 хозяйств, 122 жителя.

### Динамика
- 1897 год — 31 двор, 201 житель (согласно переписи).
- 1925 год — 45 дворов.
- 1959 год — 408 жителей (согласно переписи).
- 2000 год — 62 хозяйств, 125 жителя.
- 2004 год — 55 хозяйств, 122 жителя.